# The Vectors
The Vectors är ett svenskt punkband från Umeå som bildades 1996.

## Historia
Alla tre medlemmar hade vid starten spelat tillsammans sedan 1990 under andra namn. Jens Nordén var tidigare också medlem i Step Forward med Dennis Lyxzén. 
Deras första EP "Fuck MTV" kom ut i december 1996 på tyska New Lifeshark Records, som även släppte bandets första LP "The Vectors" 1998. Bolaget censurerade dock debutalbumets omslag och textpapper p.g.a. låten "Adolf Hitler Stroll" vilket resulterade i att bandet lämnade bolaget.
Under 1999 var bandet hindrat från att turnera i Tyskland då ett tyskt skivbolag försökte stämma dem, medan andra konserter stoppades av attackerande nynazister.
The Vectors mest uppmärksammade skivsläpp, EP:n Rape the Pope, kom ut sommaren 2000 på deras eget bolag och ledde bl.a. till att bandet fick ta emot hatbrev och dödshot från amerikansk kristen höger. Skivan vägrades också distribution av flera bolag. 
I november 2003 släpptes deras andra LP Still Ill på Busted Heads Records. Liksom EP-skivan innan var denna producerad av David Sandström. 
Bandet har turnerat i Europa flera gånger, uppträtt på Umeå Open 1999 och 2007, på Raj-Raj 2000, 2001 och 2003, och medverkat på samlingsskivor.
Karl Backman och Jens Nordén är också medlemmar i hardcorebandet AC4 med Dennis Lyxzén och David Sandström. Pelle Backman spelar även med krautrockbandet Audionom. 

### Medlemmar
- Karl Backman gitarr, sång
- Pelle Backman bas, sång
- Jens Nordén trummor

## Diskografi

### Album
- 1998 – The Vectors (New Lifeshark Records)
- 2003 – Still Ill (Busted Heads Records)

### EP
- 1996 – Fuck MTV (New Lifeshark Records)
- 2000 – Rape the Pope (Rabid Alligator Records)
- 2011 – Pigs and Parasites (SIK Records)

### Samlingsskivor
- 1999 - Apocalypse på Swedish Sins '99 CD (JAZZ 014 CD) (White Jazz Records) Sverige
- 2002 - Kill på The International Punk Rock Box Set 10 x CD USA
- 2002 - We Are the New Plague & Spit on You (diff mix) på Burn It All Away CD (Mind Explosion) USA
- 2002 - Don't Need Nothing på Samlingskass1 MC (SIK Records) Sverige
- 2003 - Don't Need Nothing med Close-Up Magazine # 63  CD Sverige
- 2004 - Everyone's Against Me på Main Man: A Tribute to Dee Dee Ramone CD (AMP Records) USA
- 2005 - Rape the Pope på Diggy Diggy Dead LP/CD (Rubble Records) USA
- 2009 - Shootin' Out Your Lights på Umeå Punk City CD (Umeå Punk City) Sverige

## Relaterade grupper
- Step Forward
- AC4